# Aga Mikolaj

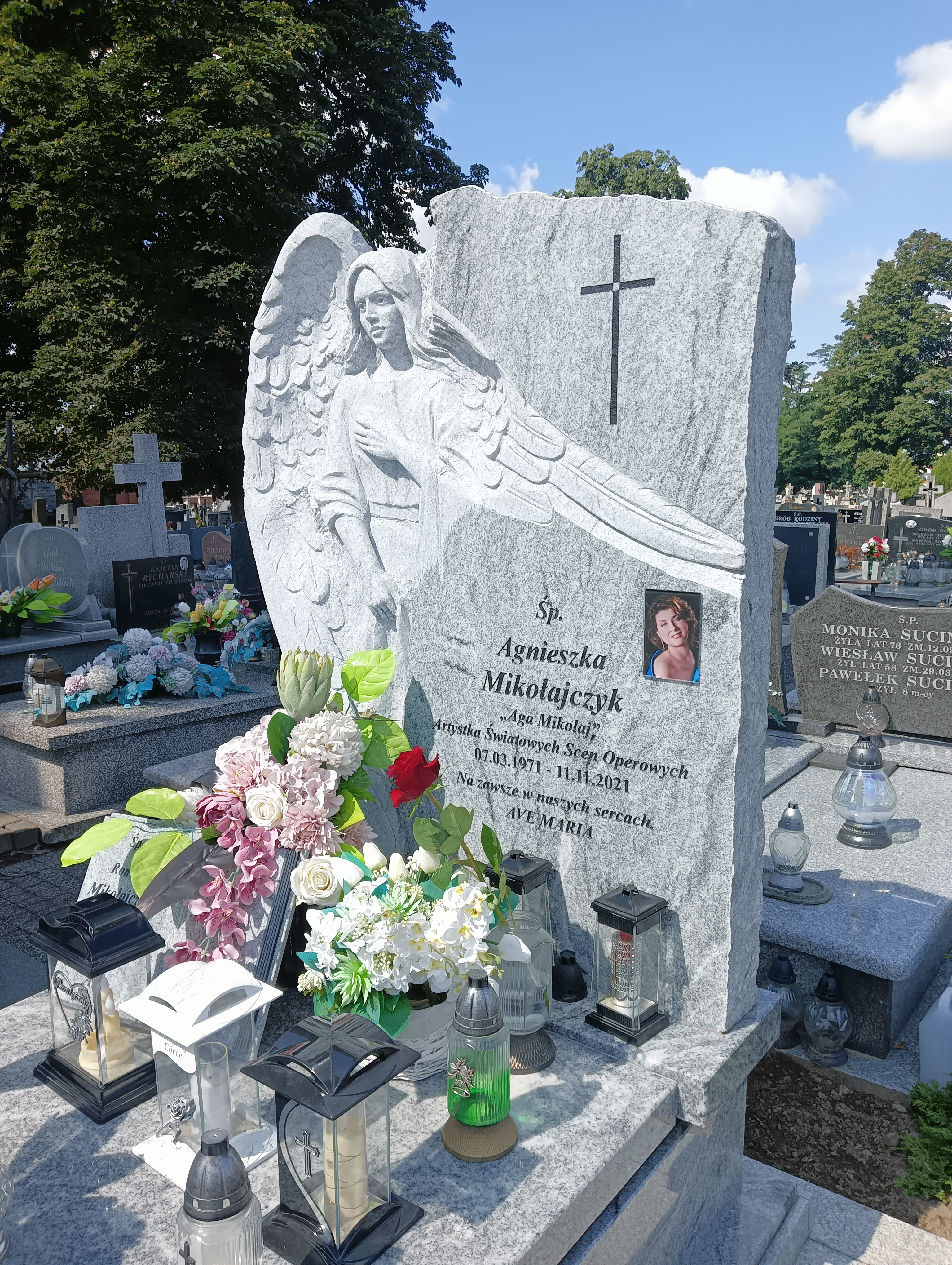
Grób Agnieszki Mikołajczyk na cmentarzu parafialnym w Kutnie

Aga Mikolaj (właśc. Agnieszka Beata Mikołajczyk, ur. 7 marca 1971 w Kutnie, zm. 11 listopada 2021) – polska śpiewaczka operowa i operetkowa (sopran).

## Edukacja
Ukończyła II Liceum Ogólnokształcące im. Jana Kasprowicza w Kutnie oraz Państwową Szkołę Muzyczną I stopnia w Kutnie. Uczyła się w klasie śpiewu u Józefa Śledzickiego. W latach 1990–1996 studiowała na Akademii Muzycznej im. Ignacego Jana Paderewskiego w Poznaniu w klasie śpiewu u prof. Antoniny Kaweckiej. Naukę kontynuowała w Hochschule für Musik und Darstellende Kunst w Wiedniu. Wzięła udział w kursach mistrzowskich m.in. z Renatą Scotto i z Elisabeth Schwarzkopf.

## Kariera
Rozpoczęła karierę w Teatrze Wielkim w Poznaniu i śpiewała tam w latach 1995–2002. Następnie była związana z Bayerische Staatsoper w Monachium. Występowała także na innych scenach operowych m.in. w: La Scali (Mediolan), Staatsoper (Berlin), Teatrze Bolszoj (Moskwa), Semperoper (Drezno), Opéra de Bastille (Paryż), New National Theatre (Tokio), Opéra de Monte Carlo (Monako), Deutsche Oper (Berlin), Aalto-Theater (Essen), Volksoper (Wiedeń), Národní divadlo (Praga) i w Teatrze Wielkim (Warszawa).

### Role operowe
Śpiewała partie: Hrabiny (Wesele Figara), Paminy (Czarodziejski Flet), Racheli (Żydówka), Elwiry (Don Giovanni), Micaëli (Carmen), Gretel (Hänsel und Gretel), Kobiety-kwiat (Parsifal), Ännchen (Wolny strzelec), Drusilli (Koronacja Poppei), Marceliny (Fidelio), Eurydyki (Orfeusz i Eurydyka), Najady (Ariadna na Naksos), Almireny (Rinaldo), Musetty (Cyganeria), Fiordiligi (Così fan tutte), Evy (Śpiewacy norymberscy), Alice Ford (Falstaff) i Tatiany (Eugeniusz Oniegin).

### Role operetkowe
Śpiewała partię: Rosalindy (Zemsta Nietoperza). Do jej programu koncertowego należały również dzieła operetkowe: Księżniczka Czardasza, Baron Cygański i Wiedeńska Krew.

## Nagrody
- Nagroda Specjalna w Konkursie im. Ady Sari w Nowym Sączu (1995)
- Nagroda Publiczności i Nagroda G. F. Händla na 41. Międzynarodowym Konkursie Wokalnym w 's-Hertogenbosch (1996)
- II Nagroda i Nagroda Verdiego na Międzynarodowym Konkursie Wokalnym im. Alfredo Krausa w Las Palmas (1999)
- wyróżnienie „TZ Rose” za kreację Mikaeli (2011)[2]

## Życie prywatne
Jej mężem był austriacki dyrygent Karl Sollak. Pochowana na cmentarzu parafialnym w Kutnie.

## Upamiętnienie
- W 2022 r. imieniem Agnieszki Mikołajczyk „Agi Mikolaj” nazwano skwer w Kutnie[1][9][10].